# لينكولن (رود آيلاند)
لينكولن (بالإنجليزية: Lincoln)‏ هي بلدة تقع بولاية رود آيلاند في الولايات المتحدة. تبلغ مساحتها 49.1 (كم²)، وترتفع عن سطح البحر 76 م، بلغ عدد سكانها 21105 نسمة في عام 2010 حسب إحصاء مكتب تعداد الولايات المتحدة وتصل الكثافة السكانية فيها 447.1 نسمة/كم2.

## أعلام
- سارا ماكلين
- كليم لابيني
- تشيت نيكولز جونيور
- جو تريمبل

## وصلات خارجية
- The US50 - Cities and Towns in Rhode Island State
- Rhode Island Cities and Towns, Facts, Map, Flag, Colleges, Government, and More